# Evergestis fulgura
Evergestis fulgura ist ein Schmetterling aus der Familie der Crambiden (Crambidae).

## Merkmale
Die Falter erreichen eine Flügelspannweite von etwa 38 Millimeter. Kopf und Thorax sind erdbraun, das Abdomen ist fahler. Die Vorderflügel sind ziemlich lang und schmal. Sie haben eine warme erdbraune Grundfärbung und sind dunkel gesprenkelt. Der Costalrand ist nahezu gerade, der Apex ist abgerundet. Der Flügelaußenrand verläuft schräg, der Flügelinnenrand ist an der Basis leicht gekrümmt. Die Subbasallinie ist durch drei schräg angeordnete dunkle Flecke angedeutet, welche außen dünn weiß gerandet sind. Die Antemedian- und Postmedianlinien sind deutlich sichtbar. Sie sind weiß und verlaufen schräg. Die Erstere ist außen schwarz gerandet, die Letztere innen. Die Antemedianlinie ist unterhalb der Zelle stark gewinkelt und besitzt einen kräftigen Zahn. Die Postmedianlinie verläuft S-förmig und ist gezähnt. Die Subterminallinie ist nur schwach angedeutet. Der Bereich zwischen ihr und dem Flügelaußenrand ist graubraun mit leicht violettem Stich. Der Diskalfleck ist dunkel und rundlich. Der Außenrand ist zwischen den Flügeladern mit einer Reihe dunkler Striche versehen. Die Fransenschuppen sind weißlich, außen gescheckt und mit einer dunklen Subbasallinie versehen. Die Hinterflügel sind grauweiß und haben eine gezahnte Postmedianlinie. Die Fransenschuppen sind weiß und mit einer dunklen Subbasallinie versehen. Die Flügelunterseiten sind hellgrau ockerfarben und vor allem auf dem Vorderflügel dunkel überzogen. Auf der Vorderflügelunterseite befindet sich ein kleiner dunkler Diskalfleck. Vorder- und Hinterflügelunterseite sind mit einer deutlich gezähnten Postmedianlinie gezeichnet.
Bei den Männchen ist der Uncus schlank und hat eine stumpfe Spitze. Er ist spärlich mit nach hinten gerichteten Borsten versehen. Der Gnathos ist dolchförmig und hat den doppelten Durchmesser des Uncusschafts. Die Valven haben eine breite Basis und verjüngen sich nur leicht. Die Spitze ist rundlich und schwach gesägt. Ein Klammerorgan (Clasper) ist nicht ausgebildet. Der distale Teil des Phallus ist mit einer Gruppe kleiner Cornuti und paarigen bürstenartigen Kissen versehen.
Die Genitalarmatur der Weibchen wurde bisher nicht beschrieben.

## Verbreitung
Evergestis fulgura ist in Marokko verbreitet.

## Biologie
Die Präimaginalstadien sind unbekannt. Im Mittleren Atlas wurden Falter im August gefangen und in der marokkanischen Provinz Meknès im Oktober.

## Systematik
Aus der Literatur sind folgende Synonyme bekannt:
- Orobena fulgura Cerf, 1933
- Pionea jeannelalis D. Lucas, 1946

## Belege
1. 1 2 3 4 5 6  Barry Goater, Matthias Nuss, Wolfgang Speidel: Pyraloidea I (Crambidae, Acentropinae, Evergestinae, Heliothelinae, Schoenobiinae, Scopariinae). In: P. Huemer, O. Karsholt, L. Lyneborg (Hrsg.): Microlepidoptera of Europe. 1. Auflage. Band 4. Apollo Books, Stenstrup 2005, ISBN 87-88757-33-1, S. 78 (englisch).
2. ↑  Global Information System on Pyraloidea (GlobIZ). Abgerufen am 7. Mai 2013.